# Ubiquitin-7-amino-4-methylcumarin

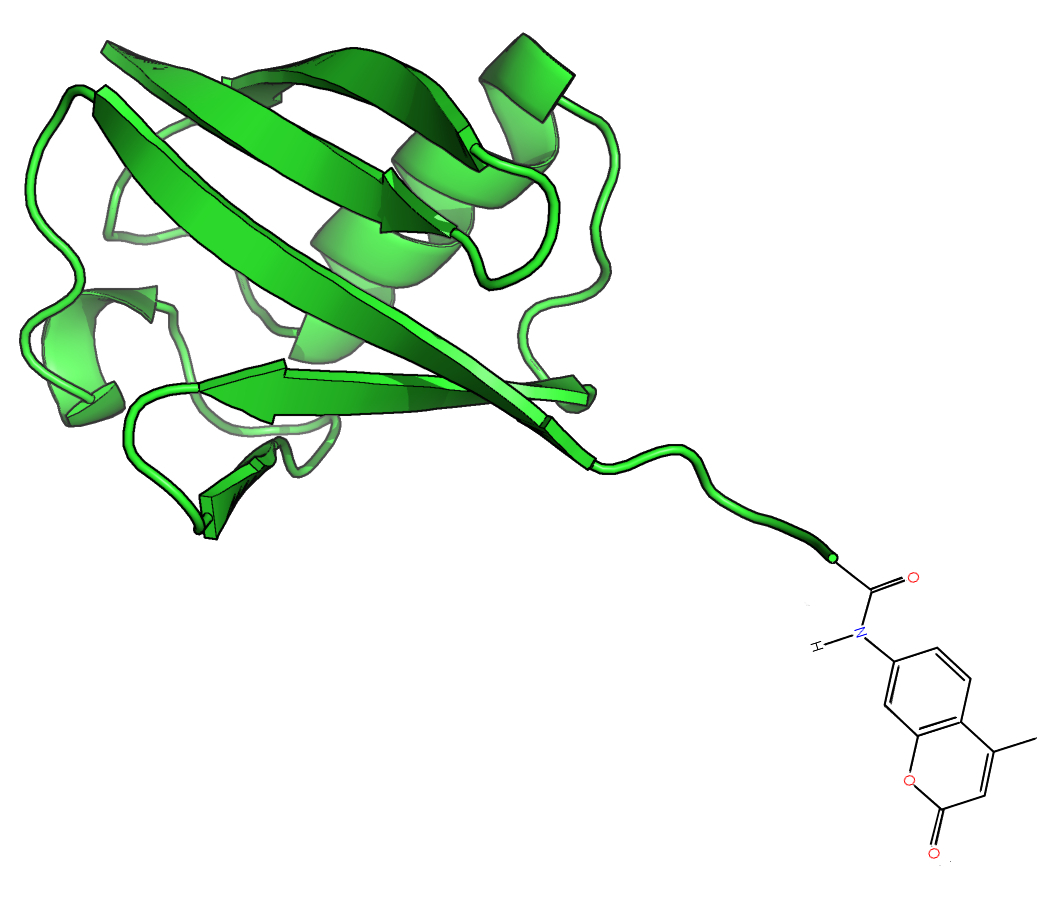
Struktur von Ub-AMC

Ubiquitin-7-amino-4-methylcumarin oder Ub-AMC ist ein fluoreszent markiertes Protein, das in der biochemischen Forschung zur Messung der Aktivität von bestimmten Enzymen aus der Gruppe der desubiquitinierenden Enzyme (DUB) und Ubiquitin-spezifischen Proteasen (USP) verwendet wird.

## Eigenschaften
Ubiquitin wird in Zellen an Proteine angehängt, die im Proteasom abgebaut werden sollen. Während ubiquitinierende Enzyme die Verbindung von Ubiquitin mit anderen Proteinen katalysieren, bewirken die desubiquitinierenden Enzyme, dass diese Verbindung wieder getrennt wird. Ub-AMC wird durch Desubiquitinasen in Ubiquitin und den Fluoreszenzfarbstoff AMC gespalten.
Ub-AMC besteht aus Ubiquitin, das am C-Terminus mit dem Fluoreszenzfarbstoff 7-Amino-4-methylcumarin (AMC) derivatisiert wird. Dabei wird die freie Carboxygruppe des Proteins mit der Aminogruppe des Farbstoffs zu einem Carbonsäureamid umgesetzt. Durch die desubiquitinierenden Enzyme wird der Farbstoff vom Enzymsubstrat abgespalten und beginnt stärker zu fluoreszieren. Der Anstieg der Fluoreszenz (Anregung 345 nm,  Emission 445 nm) kann gemessen werden und die Enzymaktivität lässt sich somit kontinuierlich verfolgen.

## Verwendung
Ub-AMC wird parallel zu Interferon-stimulated gene product 15-AMC und Nedd8-AMC zur Proteincharakterisierung von Desubiquitinasen verwendet. Alternativ kann teilweise Z-LRGG-AMC verwendet werden, das AMC-gekoppelte Ubiquitin-Sequenzmotiv. Zur Bestimmung der Dissoziationskonstante von Desubiquitinasen kann ein kompetitiver Assay mit Ub-AMC verwendet werden. Ub-AMC wird auch zur Messung der Aktivität der Protease OTU des Krim-Kongo-Hämorrhagisches-Fieber-Virus verwendet.